# Rollenprosa
Rollenprosa ist eine literarische Form, in welcher der Autor die Rolle einer fiktiven oder fiktionalisierten Figur einnimmt und dieser Aussagen zuschreibt, die er selbst so nie machen würde.

## Voraussetzungen und Abgrenzung
Bei der Rollenprosa handelt sich um eine Grundbedingung jedes künstlerischen Schaffens. Ein Autor kann erst dann – auch wenn er stark autobiografische Stoffe verarbeitet – diese in ein künstlerisches Werk umformen, wenn er sich vom reinen Erleben emanzipiert und damit distanziert. Von dieser Grundbedingung muss jedoch die Rollenprosa im engeren Sinne als Sonderform unterschieden werden. Bei ihr handelt es sich um eine in der Regel durch einen starken Ich-Erzähler getragene literarische Form, in der eine – einem Schauspieler ähnliche – Hauptfigur das Geschehen durch seine, ihm vom Autor verliehene, Stimme und Sicht der Dinge stark dominiert. Autoren bedienen sich dabei, um den Ton überzeugender zu gestalten und einen „Sog“ zu erzeugen, nicht selten Soziolekten, Dialekten, Slangs oder Jargons. Rollenprosa kann die Form eines inneren Monologs annehmen, muss das aber nicht.

## Rollenprosa in der vormodernen Literatur
Rollenprosa ist eines der ältesten literarischen Stilmittel. Dies bedingt sich dadurch, dass in den Literaturen der Antike, des Mittelalters bis hin in die frühe Neuzeit Künstler nicht als autonome Subjekte verstanden wurden, sondern als Kunsthandwerker. Sie waren stets abhängig von wechselnden Auftraggebern und Mäzenen und mussten entsprechend notwendigerweise wechselnde Rollenvorstellungen erfüllen. Typische Beispiele hierfür finden sich in der Sangspruchdichtung des Mittelalters, wo häufig derselbe Autor unterschiedlichste Positionen im Ich-Ton vertritt.

## Rollenprosa in der Moderne

### Von Aufklärung bis Junges Deutschland
Mit der Moderne, der Aufklärung und Empfindsamkeit und speziell durch den Genie-Begriff des Sturm und Drang findet eine Veränderung statt hin zu einer Sicht des Künstlers als zumindest potenziell autonomes, aus sich selbst schöpferisches Subjekt. Auch hier ist jedoch Vorsicht angebracht, denn gerade in typischen Werken dieser Literaturepoche, beispielsweise in Goethes Die Leiden des jungen Werther, finden sich exemplarische Beispiele für Rollenprosa. Goethes Briefroman ist nicht autobiografisch, sondern in der Rolle eines genialischen jungen Manns vom Autor diesem in kunstvollem Ton in den Mund gelegt. In der engagierten Literatur des Jungen Deutschland nahm die Rollenprosa etwas ab – wobei auch hier darauf hingewiesen werden muss, dass gerade die besten Autoren, allen voran Heinrich Heine, von diesem Kunstgriff, wenn auch ironisch gebrochen, häufig Gebrauch machten.

### Biedermeier und Historismus
Im Biedermeier und speziell im Historismus nahm die Rollenprosa wieder erheblich zu. Sowohl die häufig skurrilen Einzelgänger in der biedermeierlichen Literatur wie auch die Figuren unzähliger Gedichte, Versepen, Romane und Dramen der historistischen Literatur in der zweiten Hälfte des 19. Jahrhunderts sind typische Beispiele für eine Rollenprosa, in der sich der Autor entweder ins Kleinste, Abgelegenste oder ins Fernste, Historische hinein begibt und sein Personal notwendig wie Akteure nach sehr festen Rollenmustern agieren lässt.

### Postmoderne
In der Postmoderne wird Rollenprosa seit den 1970er Jahren verstärkt wieder benutzt. Unterscheiden lassen sich dabei zwei Herangehensweisen. Entweder werden stark (auto)biografische Entwürfe in Anlehnung an die Neue Innerlichkeit durch Rollenprosa gebrochen und so vom Anspruch auf Authentizität, wie ihn die Neue Innerlichkeit vertrat, spielerisch entfernt; oder es werden – ähnlich wie im Historismus – verstärkt wieder Historienromane verfasst, sei es Der Name der Rose, Das Parfum oder Die Vermessung der Welt, in denen der Autor ganz oder halb historische Personen ihre Rollen in sehr eigenen Tönen spielen lässt.